# Paul Abraham (chanteur)
Pour les articles homonymes, voir Paul Abraham (homonymie) et Abraham (homonymie).
Paul Abraham ou Bill Vernick ou Gérard Patrick, de son vrai nom Gérard Vernick est un chanteur, compositeur, écrivain et artiste peintre français. Il est né le 18 décembre 1937 à Paris et mort le 23 décembre 2024 à Évreux. 

## Biographie

### Naissance et formation
Paul Abraham naît le 18 décembre 1937 dans le 20e arrondissement de Paris. Très jeune, il se passionne pour la musique et le chant. À l'âge de quinze ans, il devient pianiste de bar à Dinard sous le nom de Gérard Patrick. Il gagne des concours de chant à Juan-les-Pins et commence à écrire ses propres chansons. 
À l'âge de vingt ans, il est mobilisé dans l'armée dans le cadre d'un service militaire de 28 mois en Algérie. Pendant cette période, il peint sur des poteries,.

### Début de carrière
Au commencement de sa carrière artistique, Paul Abraham sillonne la France, la Belgique et la Suisse.
En 1960, il enregistre son premier 45 tours, S'il pleuvait des baisers, sous son pseudonyme Gérard Patrick (Picture 3352 s.e.d.e.s), encouragé par Bourvil qui lui dédicace le dos de la pochette. Il continue à peindre et travaille comme disquaire sur les Champs-Élysées, où il fait la connaissance de Sylvie Vartan, alors vendeuse.

### Compositeur
Paul Abraham délaisse le chant pour l'écriture, écrivant et composant pour Monty, Georgette Lemaire et Achille Zavatta. 

### Reprise
En 1970, Paul Abraham reprend sa carrière musicale et sort son deuxième 45 tours, Emmanuella (Tomahawk s.1001), sous le nouveau pseudonyme de « Paul Abraham », dont une nouvelle version (Dharma DH 45604) et un 33 tours (Blue Cat BC 1618) sont enregistrés aux Studios Ferber et produits par Jean-François Michaël. Par la suite, il sort les 45 tours La paix et l'amour, en 1975, Je t'emmène, en 1977, Voyage en rêve, en 1989, puis un album Retrouver l'amour en 2007 et un single Comme un film super8 en 2008.
En 2012, il sort un nouvel album (CD comprenant 14 chansons) intitulé Pseudonymes.

### Peintre et écrivain
En 1984, Paul Abraham s'installe dans l'Eure avec sa femme, qui le pousse à peindre.
En 2008, il publie ses mémoires, Un jour on naît… l'histoire d'un baladin Paul Abraham.
En 2015, il publie son deuxième livre, Ne me parlez plus des violons, un recueil de ses chansons, agrémenté de poèmes, de pensées et de traits d'humour.

## Mort
Paul Abraham meurt le 23 décembre 2024 à Évreux.

## Discographie
- 1960 : S'il pleuvait des baisers
- 1970 : Emmanuella
- 1972 : Je prie pour notre amour
- 1974 : Si tu voulais
- 1974 : Album (pochette grise)(Dharma)
- 1974 : Album (pochette rouge)(Blue Cat)
- 1975 : La paix et l'amour
- 1976 : Que les saisons me pardonnent
- 1976 : Une fleur
- 1977 : Je t'emmène
- 1989 : Voyage en rêve
- 2007 : Retrouver l'amour
- 2008 : Comme un film super8
- 2012 : Pseudonymes

## Publications
- Un jour on naît… l'histoire d'un baladin, 2008
- Ne me parlez plus des violons, 2015